# Dioon tellezii
Dioon tellezii là một loài thực vật hạt trần trong họ Zamiaceae. Loài này được Rose mô tả khoa học đầu tiên..